# Singeshult
Singeshult (tidigt Signeshult) är en by i Vrå socken i Ljungby kommun i sydvästra Småland, nära gränsen till Halland

## Anstalten Singeshult
Anstalten Singeshult var ett svenskt fängelse. Det var en öppen anstalt med 45 platser, varav 10 var avsedda för ungdomar. Ungefär 20 anställda arbetade vid Singeshult.[källa behövs]
Anstalten, som öppnade 1923 som Sveriges första fångkoloni, lades ned 1995. Den togs åter i drift 2004 och stängdes ånyo i juni 2006.

## Historia
Före 1847 gick landsvägen Ljungby-Halmstad förbi här för att sedan fortsätta norr om Simlången och här fanns då också en gästgiverigård 3/4 mil väster om Vrå. 1847 las vägen om och gästgiveriet flyttade då till Hilleshult sydväst om Singeshult och i Hallands län (Breareds socken).